# McLaren Sabre
El McLaren Sabre es un automóvil superdeportivo de producción limitada con motor central-trasero fabricado por McLaren Automotive.

## Especificaciones

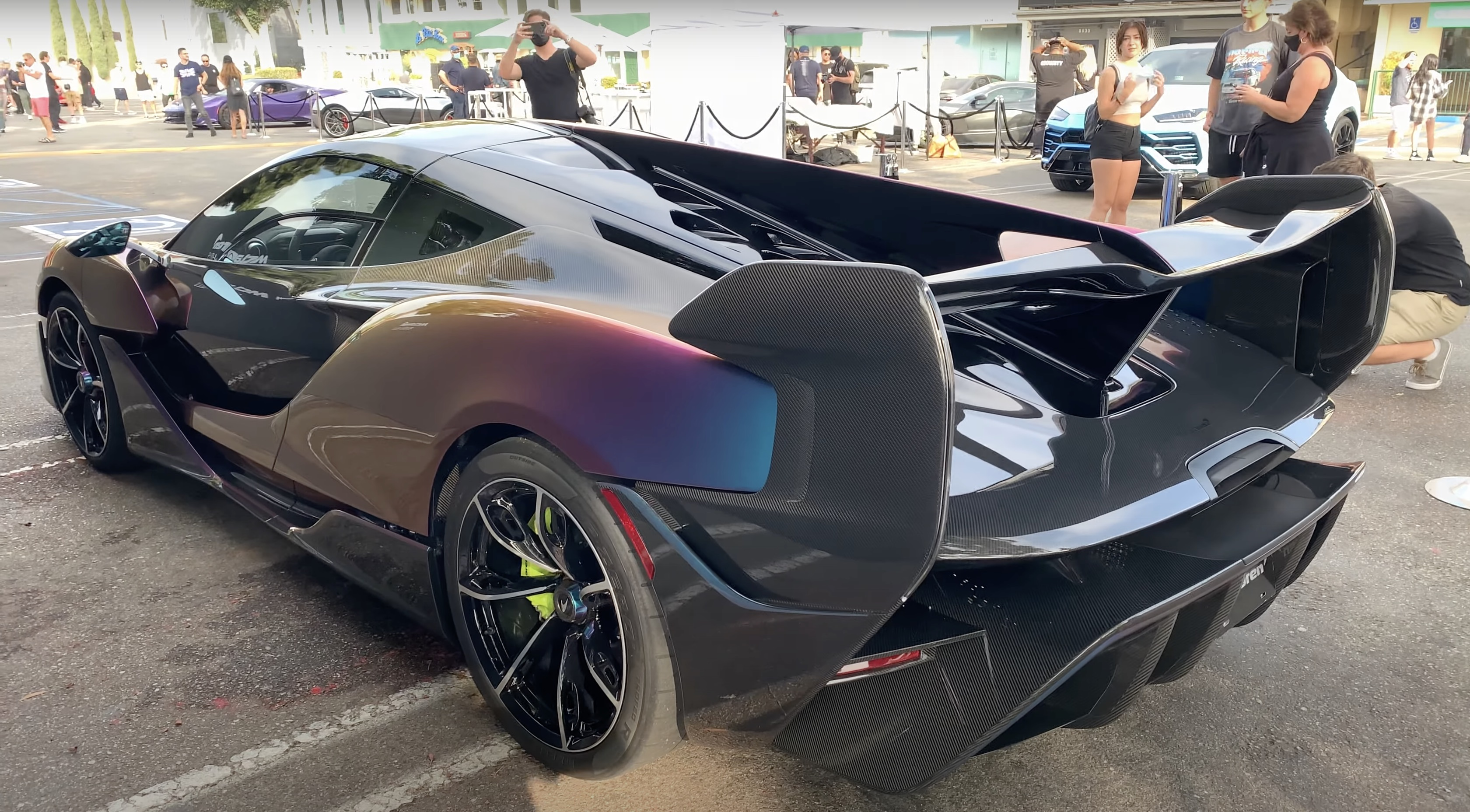
Vista trasera

Presentado en diciembre de 2020, el Sabre es producido por el departamento de Operaciones Especiales (MSO) de McLaren en Woking, Inglaterra. Se comercializa únicamente a través del concesionario de Beverly Hills en California y es legal únicamente para Estados Unidos.
El diseño está inspirado en el concept car McLaren Ultimate Vision Gran Turismo presentado en 2017 y creado para el videojuego Gran Turismo Sport de la consola PlayStation 4.
El coche está propulsado por un motor V8 biturbo de 4,0 litros, que tiene una potencia de 835 CV y 800 Nm, con una velocidad máxima de 218 mph (351 kmh). McLaren afirma que el Sabre es el McLaren biplaza más rápido, ya que tanto el McLaren F1 como el McLaren Speedtail son triplaza.
El coche cuenta, además de un kit aerodinámico específico con alerón trasero fijo, colores personalizados para cada ejemplar que cambian de tonalidad en función de la exposición e incidencia de los rayos solares.

## Producción
Todos los automóviles se fabricarán a mano en el McLaren Production Center, de Woking, Surrey, Inglaterra, con una producción de solamente 15 unidades, todas las cuales ya están vendidas